# Ludwigs trap
Ludwigs trap (Neotis ludwigii) is een vogel uit de familie van de trappen (Otididae). De vogel werd in 1837 door de Duitse dierkundige Eduard Rüppell geldig beschreven. Het is een bedreigde vogelsoort uit het zuiden van Afrika.

## Kenmerken
Het mannetje is 85 cm lang en weegt 4,2 tot 6 kg; het vrouwtje weegt 2,2 tot 2,5 kg. Van boven is de vogel fijn gemarmerd met bruin en roodbruin, ook op de staart, maar daar met donkere dwarsbanden. Op de vleugel is een groot wit veld, dat niet zichtbaar is als de vleugels ingevouwen zijn. De kop, kin en borst zijn donkerbruin tot roetkleurig donkerbruin. De nek is grijswit en verder naar de rug toe is de nek oranjekleurig bruin. De buik is wit, de snavel bruin en de poten geelachtig. Het vrouwtje is kleiner (zie gewichten) en bleker van kleur.

## Verspreiding en leefgebied
Deze soort komt voor in Angola, Namibië en Zuid-Afrika. De leefgebieden liggen in halfwoestijnen zoals de Karoo en de Kaokoveldwoestijn, open droog laagland, gebieden met plaatselijk gras en doornig struikgewas. Binnen het verspreidingsgebied vertoont de vogel seizoenstrek en zwerfgedrag.

## Status
De grootte van de populatie werd in 2015 door BirdLife International geschat op 100 tot 500 duizend volwassen individuen. De populatie-aantallen nemen af met of 50-79% over 31 jaar (drie generaties; 2,2 tot 5,0% per jaar). In het leefgebied worden steeds meer elektriciteitsmasten geplaatst. De vogel heeft een slecht zicht (horizontaal vooruit) en is onevenredig vaak slachtoffer door botsingen met de draden. Daarnaast spelen jacht en vooral ook de jacht met strikken een negatieve rol. Om deze redenen staat deze soort als bedreigd op de Rode Lijst van de IUCN.